# ФК Ријека
ХНК Ријека је хрватски фудбалски клуб из Ријеке који je од 1906. пет пута мењао име. Такмичи ce у Првој лиги Хрватске.
Своје утакмице, као домаћин, играo je на стадиону Кантрида, a oд 2015. нa Pyjeвици у Ријеци.

## Име клуба
Фудбалски клуб је основан 1906. године под именом Олимпиа. Клуб је 1926. године под притиском новог италијанског фашистичког режима је уједињен са главним градским ривалом ЦЦ Глориа, под именом Фиумана и клуб се такмичи у Првој лиги Италије од 1928. године, са изузетком у сезонама 1929/30 и 1941/42 када игра у Другој лиги, пошто се град налазио у саставу Краљевине Италије. Прикључењем Истре, Ријеке и Краса Југославији клуб мења своје име у СД Кварнер-SS Quarnero 1946. године. Под њим он се такмичи у новој држави само до 1954. године када га се мења новом политичком одлуком у НК Ријека. Под тим именом клуб остварује своје највеће успехе у европским такмичењима када два пута долази до четвртфинала европских купова. После распада Југославије, НК Ријеки ce y складу са државном идеологијом, 1996. мења име у Хрватски ногометни клуб Ријека (ХНК Ријека).

## Успеси клуба
- Куп Југославије
  - Освајач (2) : 1977/78, 1978/79.
  - Финалиста (1) : 1986/87.
- Првенство Хрватске
  - Првак (2) : 2016/17, 2024/25.
  - Вицепрвак (8) : 1998/99, 2005/06, 2013/14, 2014/15, 2015/16, 2017/18, 2018/19, 2023/24.
- Куп Хрватске
  - Освајач (7) : 2004/05, 2005/06, 2013/14, 2016/17, 2018/19, 2019/20, 2024/25.
  - Финалиста (3) : 1993/94, 2021/22, 2023/24.
- Суперкуп Хрватске
  - Освајач (1) : 2014.
  - Финалиста (3) : 2005, 2006, 2019.
- Балкански куп
  - Освајач (1) : 1978.
  - Финалиста (1) : 1979/80.

### Остали успеси
- 3 пута најбољи клуб с подручја данашње Хрватске у Првенство Југославије у фудбалу 1964/65., 1984/84 и 1986/87.
- 7 пута други најбољи клуб с подручја данашње Хрватске у Првој лиги Југославије
- Четвртфиналисти купа победника купова 1979/80.

## Ријека на табели клубова Прве лиге од 1992. до 2011.
| Плас. | Тим    | Број сезона | ИГ  | Д   | Н   | ИЗ  | ГД  | ГП  | ГР  | Бод |
| ----- | ------ | ----------- | --- | --- | --- | --- | --- | --- | --- | --- |
| 5.    | Ријека | 20          | 614 | 242 | 170 | 202 | 838 | 744 | +94 | 896 |

## Ријека у европским куповима
| Сезона  | Такмичење        | Ниво          | Држава             | Клуб              | Резултат | Детаљи |
| ------- | ---------------- | ------------- | ------------------ | ----------------- | -------- | ------ |
| 1975    | Митропа куп      | група         | Аустрија           | Вакер Инзбрук     | 1-3, 0-0 |        |
|         |                  | група         | Мађарска           | Татабања          | 1-3, 1-3 |        |
| 1978/79 | Еврокуп II       | 1. коло       | Велс               | Врехам            | 3-0, 0-2 |        |
|         |                  | осмина финала | Белгија            | Беверен           | 0-0, 0-2 |        |
| 1979/80 | Еврокуп II       | 1. коло       | Белгија            | Бершот            | 0-0, 2-1 |        |
|         |                  | Осмина финала | Чешка              | Локомотива Кошице | 0-2, 3-0 |        |
|         |                  | Четвртфинале  | Италија            | Јувентус          | 0-0, 0-2 |        |
| 1984/85 | УЕФА куп         | 1. коло       | Шпанија            | Реал Ваљадолид    | 0-1, 4-1 |        |
|         |                  | 2. коло       | Шпанија            | Реал Мадрид       | 3-1, 0-3 |        |
| 1986    | Митропа куп      | Полуфинале    | Мађарска           | Дебрецин          | 0-1      |        |
|         |                  | 3/4 место     | Чешка              | Сигма Оломуц      | 3-2      |        |
| 1999/00 | Лига шампиона    | 2. коло кв.   | Србија и Црна Гора | Партизан          | 1-3, 0-3 |        |
| 2000/01 | УЕФА куп         | кв.           | Малта              | Валета            | 3-2, 5-4 |        |
|         |                  | 1. коло       | Шпанија            | Селта             | 0-0, 0-1 |        |
| 2002    | Интертото куп    | 1. коло       | Република Ирска    | Сент Патрик       | 3-2, 0-1 |        |
| 2004/05 | УЕФА куп         | 2. коло кв.   | Турска             | Генчлербирлиги    | 0-1, 2-1 |        |
| 2005/06 | УЕФА куп         | 2. коло кв.   | Бугарска           | Литекс Ловеч      | 0-1, 2-1 |        |
| 2006/07 | УЕФА куп         | 1. коло кв.   | Кипар              | Омонија           | 2-2, 1-2 |        |
| 2008    | Интертото куп    | 1. коло кв.   | Северна Македонија | Ренова            | 0-0, 0-2 |        |
| 2009/10 | УЕФА лига Европе | 2. коло кв.   | Луксембург         | Диферданж         | 3-0, 0-1 |        |
|         |                  | 3. коло кв.   | Украјина           | Металист Харков   | 1-2, 0-2 |        |

## Састав клуба у сезони 2010/11.
| Бр. |                     | Позиција | Играч             |
| --- | ------------------- | -------- | ----------------- |
| 1   | Хрватска            | Г        | Томислав Пелин    |
| 2   | Хрватска            | О        | Мато Милош        |
| 3   | Хрватска            | О        | Кристијан Чавал   |
| 4   | Хрватска            | О        | Денис Љубовић     |
| 5   | Босна и Херцеговина | О        | Игор Чагаљ        |
| 6   | Хрватска            | О        | Нико Датковић     |
| 7   | Хрватска            | С        | Валентино Степчић |
| 8   | Босна и Херцеговина | С        | Давор Ландека     |
| 9   | Хрватска            | Н        | Ведран Герц       |
| 10  | Хрватска            | Н        | Санди Крижман     |
| 11  | Хрватска            | Н        | Дражен Пилчић     |
| 12  | Хрватска            | Г        | Роберт Лисјак     |
| 13  | Хрватска            | Н        | Иван Бијелић      |
| 14  | Хрватска            | С        | Хрвоје Штрок      |

| Бр. |           | Позиција | Играч            |
| --- | --------- | -------- | ---------------- |
| 15  | Хрватска  | С        | Антонини Чулина  |
| 16  | Хрватска  | О        | Фаусто Будуцин   |
| 17  | Хрватска  | С        | Дамир Креилак    |
| 19  | Хрватска  | Н        | Милан Ђуришић    |
| 20  | Хрватска  | Н        | Антонио Рукавина |
| 22  | Хрватска  | С        | Дуље Баковић     |
| 23  | Хрватска  | О        | Матеј Мршић      |
| 24  | Хрватска  | С        | Андро Шврљуга    |
| 25  | Хрватска  | О        | Марио Тадејевић  |
| 26  | Хрватска  | С        | Дијего Живулић   |
| 27  | Хрватска  | С        | Невен Вукман     |
| 28  | Хрватска  | О        | Марко Симановић  |
| 29  | Холандија | Н        | Сергио Зијлер    |
| 32  | Хрватска  | Г        | Дино Распор      |